# 馬菲爾

馬菲爾（西班牙語：Máfil），是智利的城鎮，位於該國中南部河大區的瓦爾迪維亞省，始建於1964年7月17日，面積582.7平方公里，海拔高度14米，2012年人口7,006人，人口密度每平方公里12人。
39°39′S 72°57′W / 39.650°S 72.950°W